# Escudo de Metán
El escudo de la ciudad de San José de Metán es el escudo oficial que utilizan las diferentes áreas y dependencias de la municipalidad de la ciudad de Metán, capital del departamento de Metán en la provincia argentina de Salta. 

## Composición
Está compuesto por una construcción de dos plantas de plata que se encuentra en cuartel celeste, y en el cuartel inferior se observa un tapiz de plata con un arado de mancera cruzado con un sable corvo de oro. En la parte superior se encuentra una cadena de montañas y el poncho salteño colgando de ellas. Por lo bajo un antebrazo diestro desnudo de carnación que sostiene una antorcha que está cruzado con otro antebrazo desnudo de carnación sosteniendo una cruz cristiana, por sobre ellos se encuentra una rama de laurel de nueve pares de tallos.

## Símbología
La  forma y  los colores del escudo se asemejan al de la nación. La construcción de dos plantas simboliza la Posta de Yatasto, lugar en el que se encontraron por primera vez Manuel Belgrano, José de San Martín y Martín Miguel de Güemes y donde  Manuel Belgrano se reunió con Juan Martín de Pueyrredón para hacerse cargo del ejército del Norte. En la Estancia de Yatasto, el General San Martín nombró al entonces coronel Martín Miguel de Güemes, comandante de Avanzada del Río Juramento. La Posta de Yatasto fue declarada Monumento Histórico el 14 de julio de 1941 por el decreto Nº 95.687.
El arado de mancera simboliza a la agricultura, la principal actividad de la región. El sable corvo representa a las batallas que se libraron en los aldedores de la ciudad. La cadena de montañas superior representa al cerro "El Crestón" que es el más alto del valle donde se encuentra la ciudad. El poncho salteño simboliza la gesta heroica llevada a cabo por Güemes y la cultura de la zona.
Uno de los antebrazos sostiene una antorcha que simboliza la sabiduría, el otro antebrazo está cubierto por una manga de una túnica de un fraile franciscano y sostiene una cruz cristiana.
La  rama de laurel simboliza la gloria de la ciudad.